# Saint-André-de-Majencoules
 Saint-André-de-Majencoules  es una población y comuna francesa, situada en la región de Languedoc-Rosellón, departamento de Gard, en el distrito de Le Vigan y cantón de Valleraugue.

## Demografía
| 736 | 661 | 588 | 547 | 564 | 556 |
| Para los censos de 1962 a 1999 la población legal corresponde a la población sin duplicidades (Fuente: INSEE [Consultar]) |     |     |     |     |     |